# تشارلي بيرس
تشارلي بيرس (بالإنجليزية: Charlie Pierce)‏ هو كاتب أمريكي، ولد في 28 ديسمبر 1953.

## وصلات خارجية
- الموقع الرسمي